# Maison Gradašćević
Pour les articles homonymes, voir Gradaščević.
La maison Gradašćević est située en Bosnie-Herzégovine, sur le territoire de la ville de Gradačac et dans la municipalité de Gradačac. Construite pendant la période ottomane, elle est inscrite sur la liste provisoire des monuments nationaux de Bosnie-Herzégovine.
Cette maison est la maison natale de Husein Gradaščević ; elle a été transformée en musée.